# Sztratonikosz (szobrász)
Sztratonikosz (Kr. e. 3. század) görög szobrász.
Küzikoszból származott, s idősebb Plinius közlése szerint a pergamoni szobrásziskola azon növendékei közé tartozott, akik Attalosznak és Eumenésznek a gallokkal vívott harcait megörökítették. Munkái elvesztek, római másolatok sem ismertek.[forrás?] Egy Pergamonban talált szobortalapzaton előfordul a neve.